# ريجي جوردان
ريجي جوردان (بالإنجليزية: Reggie Jordan)‏ مواليد 26 يناير 1969 في شيكاغو، هو لاعب كرة سلة أمريكي سابق. بدأ مسيرته الاحترافية في سنة 1991. يبلغ طوله 6 قدم 4 بوصة (1.9 م). حقق المركز الأول في بطولة أمم الأمريكتين لكرة السلة 1993. اعتزل اللعب في 2010.

## المسيرة الاحترافية
لعب مع لوس أنجلوس ليكرز في سنة 1994، ثم لعب مع أتلانتا هوكس في سنة 1996، ثم لعب مع بورتلاند ترايل بلايزرز في موسم 1996–1997، ثم لعب مع مينيسوتا تمبر ولفز من سنة 1996 إلى 1999، ثم لعب مع واشنطن ويزاردز في موسم 1999–2000.

## الميداليات
| الميدالية | المسابقة                             |
| --------- | ------------------------------------ |
| ذهبية     | بطولة أمم الأمريكتين لكرة السلة 1993 |
| ذهبية     | بطولة أمم الأمريكتين لكرة السلة 1997 |

## روابط خارجية
- ريجي جوردان على موقع إن بي أي (الإنجليزية)
- ريجي جوردان على موقع سبورتس رفرنس (الإنجليزية)
- ريجي جوردان على موقع كرة السلة الأوروبية.كوم (الإنجليزية)
- ريجي جوردان على موقع كلية كرة السلة في سبورتس رفرنس.كوم (الإنجليزية)
- ريجي جوردان على موقع ريلجم (الإنجليزية)
- ريجي جوردان على موقع بروبوليرز (الإنجليزية)
- ريجي جوردان على موقع سبورتس رفرنس (الإنجليزية)